# Selección de voleibol de Australia
La selección de voleibol de Australia es el equipo de voleibol que representa a Australia en las competiciones de selecciones nacionales masculino.
En los Juegos Olímpicos ha participado en 3 ediciones. En el Campeonato Mundial estuvo presente en 7 ediciones; 1982, 1998, 2002, 2006, 2010, 2014 y 2018. Fue campeón en el 2007 en el Campeonato Asiático.